# 葉梅利夫卡
49°5′49″N 25°51′31″E / 49.09694°N 25.85861°E
葉梅利夫卡（烏克蘭語：Ємелівка），是烏克蘭的村落，位於該國西部捷爾諾波爾州，由喬爾特基夫區負責管轄，距離科佩欽齊和邁丹1.5公里，始建於1872年，面積0.67平方公里，2001年人口147。